# إريك اولسون
إريك اولسون (بالسويدية: Erik Olsson)‏ (22 سبتمبر 1995 بالسويد - ) هو لاعب كرة قدم سويدي في مركز الوسط. لعب مع غيفلي وHille IF ‏.

## وصلات خارجية
- إريك اولسون على موقع اتحاد السويد (السويدية)
- إريك اولسون على موقع قاعدة بيانات كرة القدم.إي يو (الإنجليزية)